# 新潟大学商业短期大学部
新潟大学商业短期大学部（日语：／ Niigata Daigaku Shōgyō Tanki Daigakubu *），简称新大商短，是过去一所位于日本新潟县新潟市的国立短期大学。

## 概要

### 简介
- 短期大学为于1959年开办[1]、招収男女学生到1994年、停办于1998年[2]。

### 历史
- 1959年 新潟大学商业短期大学部成立并同时设置商业学科[1]。
- 1978年 商业学科更名为商经学科、分离为两个专攻、以下列举。
  - 经济专攻
  - 企业经营专攻
- 1994年 最后一年招生、次年停止招生（正式停办于1998年3月31日[2]）。

## 学校环境
- 校区：在了新潟县新潟市[注 1]

## 历任校长
- 小池敬事：第一代短期大学校长[1]
- 武藤辉一：最后短期大学校长[1]

## 组织

### 学科
- 商经学科  　  
  - 经济专攻
  - 企业经营专攻

### 专科
| - 没有 |

### 业余课程
| - 没有 |

## 相关链接
- 日本短期大学列表
- 新潟大学医疗技术短期大学部